# Ронненберг
Ронненберг (нем. Ronnenberg) — город в Германии, в земле Нижняя Саксония.
Входит в состав района Ганновер. Население составляет 23 239 человек (на 31 декабря 2010 года). Занимает площадь 37 км². Город подразделяется на 7 городских районов.
| 1990   | 1995   | 2000   | 2005   | 2010   |
| ------ | ------ | ------ | ------ | ------ |
| 20 459 | 22 573 | 23 189 | 23 186 | 23 109 |